# Loi de dilution d'Ostwald
En chimie, la loi de dilution d'Ostwald énonce que la dissociation d'un électrolyte faible augmente avec la dilution de celui-ci. Cette loi porte le nom de Wilhelm Ostwald, prix Nobel de chimie de 1909, qui l'établit en 1888.

## Loi pour les électrolytes faibles

### Démonstration
Un électrolyte faible {\displaystyle {\rm {CA}}} est dissout dans un solvant à une concentration {\displaystyle c} (en mol/l). Il se dissocie partiellement selon la réaction, :
avec {\displaystyle {\rm {C^{z+}}}} le cation et {\displaystyle {\rm {A^{z-}}}} l'anion associés, et {\displaystyle {\rm {z}}} le nombre de charges de ces ions. On a les relations :
- équilibre de l'électrolyte : {\displaystyle K_{\rm {d}}={\left[{\rm {C^{z+}}}\right]\left[{\rm {A^{z-}}}\right] \over \left[{\rm {CA}}\right]}} ;
- électroneutralité : {\displaystyle \left[{\rm {C^{z+}}}\right]=\left[{\rm {A^{z-}}}\right]} ;
- bilan de matière du cation : {\displaystyle c=\left[{\rm {CA}}\right]+\left[{\rm {C^{z+}}}\right]} ;

dans lesquelles {\displaystyle \left[{\rm {X}}\right]} est la concentration molaire (en mol/l) de l'espèce chimique {\displaystyle {\rm {X}}}, et {\displaystyle K_{\rm {d}}} est la constante de dissociation de l'électrolyte.
On pose {\displaystyle \alpha } le coefficient de dissociation de l'électrolyte, en considérant l'électroneutralité, :
Le bilan de matière donne :
{\displaystyle \left[{\rm {CA}}\right]=c\cdot \left(1-\alpha \right)}
Par construction on a {\displaystyle 0\leq \alpha \leq 1}, :
- si {\displaystyle \alpha =0} il n'y a pas de dissociation ; {\displaystyle \left[{\rm {CA}}\right]=c} et {\displaystyle \left[{\rm {C^{z+}}}\right]=\left[{\rm {A^{z-}}}\right]=0} ;
- si {\displaystyle \alpha =1} l'électrolyte est totalement dissocié ; {\displaystyle \left[{\rm {CA}}\right]=0} et {\displaystyle \left[{\rm {C^{z+}}}\right]=\left[{\rm {A^{z-}}}\right]=c}.

L'équilibre de l'électrolyte donne :
{\displaystyle K_{\rm {d}}={\left[{\rm {C^{z+}}}\right]\left[{\rm {A^{z-}}}\right] \over \left[{\rm {CA}}\right]}={c^{2}\,\alpha ^{2} \over c\cdot \left(1-\alpha \right)}}
d'où la loi de dilution d'Ostwald, :
La constante de dissociation {\displaystyle K_{\rm {d}}} ne dépend que de la température. Lorsque la concentration {\displaystyle c} diminue, le coefficient de dissociation {\displaystyle \alpha } augmente. Autrement dit, :

« À température constante, la dissociation d'un électrolyte faible augmente avec sa dilution. »

### La dilution infinie
Lorsque la concentration {\displaystyle c} tend vers 0, le coefficient de dissociation {\displaystyle \alpha } tend vers 1, soit, :

« À dilution infinie, un électrolyte faible se comporte comme un électrolyte fort, il est totalement dissocié. »

Cette conclusion n'est cependant vraie que pour un électrolyte dont les produits de dissociation ne sont pas impliqués dans d'autres équilibres. Elle n'est pas applicable, par exemple, aux acides et bases faibles en raison de l'équilibre simultané d'autoprotolyse de l'eau.

## Application aux acides et bases faibles

### Dissociation d'un acide faible
L'équilibre de dissociation d'un acide faible {\displaystyle {\rm {AH}}} s'écrit, :
On a en parallèle l'autoprotolyse de l'eau :
{\displaystyle {\rm {2\,H_{2}O\rightleftarrows H_{3}O^{+}+OH^{-}}}}
On a les relations :
- équilibre acide : {\displaystyle K_{\rm {a}}={\left[{\rm {A^{-}}}\right]\left[{\rm {H_{3}O^{+}}}\right] \over \left[{\rm {AH}}\right]}} ;
- autoprotolyse de l'eau : {\displaystyle 10^{-14}=\left[{\rm {H_{3}O^{+}}}\right]\left[{\rm {OH^{-}}}\right]} ;
- électroneutralité : {\displaystyle \left[{\rm {H_{3}O^{+}}}\right]=\left[{\rm {A^{-}}}\right]+\left[{\rm {OH^{-}}}\right]} ;
- bilan de matière de l'acide : {\displaystyle c=\left[{\rm {AH}}\right]+\left[{\rm {A^{-}}}\right]}.

On pose {\displaystyle \alpha }, le coefficient de dissociation de l'acide, :
Le bilan de matière donne :
{\displaystyle \left[{\rm {AH}}\right]=c\cdot \left(1-\alpha \right)}
Si l'acide est suffisamment concentré, de sorte que {\displaystyle \left[{\rm {A^{-}}}\right]\gg \left[{\rm {OH^{-}}}\right]}, l'électroneutralité donne :
{\displaystyle \left[{\rm {H_{3}O^{+}}}\right]\approx \left[{\rm {A^{-}}}\right]}
et l'équilibre acide :
{\displaystyle K_{\rm {a}}\approx {\left[{\rm {A^{-}}}\right]^{2} \over \left[{\rm {AH}}\right]}}
Dans ces conditions, on retrouve la loi de dilution d'Ostwald, :
Plus l'acide est dilué, plus il est dissocié. Mais cette équation n'est vraie que pour de fortes concentrations de l'acide.
Si l'acide est suffisamment dilué, de sorte que {\displaystyle \left[{\rm {A^{-}}}\right]\ll \left[{\rm {OH^{-}}}\right]}, l'électroneutralité et l'autoprotolyse de l'eau donnent :
{\displaystyle \left[{\rm {H_{3}O^{+}}}\right]\approx \left[{\rm {OH^{-}}}\right]\approx 10^{-7}}
Ainsi, l'équilibre acide donne :
{\displaystyle {K_{\rm {a}} \over 10^{-7}}={\left[{\rm {A^{-}}}\right] \over \left[{\rm {AH}}\right]}={\alpha  \over 1-\alpha }}
et par conséquent, :
Dans ces conditions, lorsque {\displaystyle c} tend vers 0, {\displaystyle \alpha } ne tend pas vers 1 ; on a {\displaystyle \alpha \approx 1} si et seulement si {\displaystyle K_{\rm {a}}\gg 10^{-7}}, soit {\displaystyle {\mathsf {p}}K_{\rm {a}}<7}. Ainsi, contrairement aux autres électrolytes faibles, la dissociation d'un acide faible ne tend pas vers la dissociation totale lorsque la dilution augmente, car cet équilibre est lié à celui de l'eau.
Exemple 1
Pour l'acide éthanoïque (CH3COOH) :
{\displaystyle {\rm {CH_{3}COOH(aq)+H_{2}O\rightleftarrows CH_{3}COO^{-}(aq)+H_{3}O^{+}}}}
Le {\displaystyle {\mathsf {p}}K_{\rm {a}}} vaut 4,8. À dilution infinie {\displaystyle \alpha } ≈ 0,994. L'acide éthanoïque est presque totalement dissocié à dilution infinie.
Exemple 2
Pour l'acide cyanhydrique (HCN) :
{\displaystyle {\rm {HCN(aq)+H_{2}O\rightleftarrows CN^{-}(aq)+H_{3}O^{+}}}}
Le {\displaystyle {\mathsf {p}}K_{\rm {a}}} vaut 9,3. À dilution infinie {\displaystyle \alpha } ≈ 0,005. L'acide cyanhydrique n'est presque pas dissocié à dilution infinie.
En conclusion, la dissociation d'un acide faible augmente avec sa dilution, mais à dilution infinie un acide faible ne se comporte pas nécessairement comme un acide fort, sa dissociation peut être incomplète.

### Protonation d'une base faible
L'équilibre de protonation d'une base faible {\displaystyle {\rm {B}}} s'écrit, :
On a en parallèle l'autoprotolyse de l'eau :
{\displaystyle {\rm {2\,H_{2}O\rightleftarrows H_{3}O^{+}+OH^{-}}}}
On a les relations :
- équilibre basique : {\displaystyle K_{\rm {b}}={\left[{\rm {BH^{+}}}\right]\left[{\rm {OH^{-}}}\right] \over \left[{\rm {B}}\right]}} ;
- autoprotolyse de l'eau : {\displaystyle 10^{-14}=\left[{\rm {H_{3}O^{+}}}\right]\left[{\rm {OH^{-}}}\right]} ;
- électroneutralité : {\displaystyle \left[{\rm {BH^{+}}}\right]+\left[{\rm {H_{3}O^{+}}}\right]=\left[{\rm {OH^{-}}}\right]} ;
- bilan de matière de la base : {\displaystyle c=\left[{\rm {B}}\right]+\left[{\rm {BH^{+}}}\right]}.

On pose {\displaystyle \beta }, le coefficient de protonation de la base, :
Le bilan de matière donne :
{\displaystyle \left[{\rm {B}}\right]=c\cdot \left(1-\beta \right)}
Le coefficient de protonation {\displaystyle \beta } a une signification similaire à celle du coefficient de dissociation {\displaystyle \alpha } des électrolytes et acides faibles : si {\displaystyle \beta =0}, la base n'est pas protonée ; si {\displaystyle \beta =1}, elle est totalement protonée.
Si la base est suffisamment concentrée, de sorte que {\displaystyle \left[{\rm {BH^{+}}}\right]\gg \left[{\rm {H_{3}O^{+}}}\right]}, l'électroneutralité donne :
{\displaystyle \left[{\rm {BH^{+}}}\right]\approx \left[{\rm {OH^{-}}}\right]}
et l'équilibre basique :
{\displaystyle K_{\rm {b}}\approx {\left[{\rm {BH^{+}}}\right]^{2} \over \left[{\rm {B}}\right]}}
Dans ces conditions, on retrouve la loi de dilution d'Ostwald, :
Plus la base est diluée, plus elle est protonée. Mais cette équation n'est vraie que pour de fortes concentrations de la base.
Si la base est suffisamment diluée, de sorte que {\displaystyle \left[{\rm {BH^{+}}}\right]\ll \left[{\rm {H_{3}O^{+}}}\right]}, l'électroneutralité et l'autoprotolyse de l'eau donnent :
{\displaystyle \left[{\rm {H_{3}O^{+}}}\right]\approx \left[{\rm {OH^{-}}}\right]\approx 10^{-7}}
Ainsi, l'équilibre basique donne :
{\displaystyle {K_{\rm {b}} \over 10^{-7}}={\left[{\rm {BH^{+}}}\right] \over \left[{\rm {B}}\right]}={\beta  \over 1-\beta }}
et par conséquent, :
Dans ces conditions, lorsque {\displaystyle c} tend vers 0, {\displaystyle \beta } ne tend pas vers 1 ; on a {\displaystyle \beta \approx 1} si et seulement si {\displaystyle K_{\rm {b}}\gg 10^{-7}}, soit {\displaystyle {\mathsf {p}}K_{\rm {b}}<7}. Ainsi, contrairement aux autres électrolytes faibles, la protonation d'une base faible ne tend pas vers la protonation totale lorsque la dilution augmente, car cet équilibre est lié à celui de l'eau.
En conclusion, la protonation d'une base faible augmente avec sa dilution, mais à dilution infinie une base faible ne se comporte pas nécessairement comme une base forte, sa protonation peut être incomplète.